# Skotterup
Skotterup est un ancien village devenu un des quartiers sud de la ville Helsingør, au Danemark. 
Il est situé entre Snekkersten (en) au nord et Espergærde au sud et appartient au district postal de Snekkersten.

## Géographie
Skotterup s'étend sur une portion d'environ 100 mètres le long de la route côtière Strandvejen, à environ 200 mètres au sud de la gare de Snekkersten. Son nom est principalement associé à la petite plage de Skotterup, à la route Skotterupvek et à l'auberge de Skotterup (Skotterup Kro). Le Vase du Roi (Kongevasen), monument érigé par les pêcheurs qui débarquaient les passagers des ferries à vapeur, est toujours visible sur la plage.

## Histoire

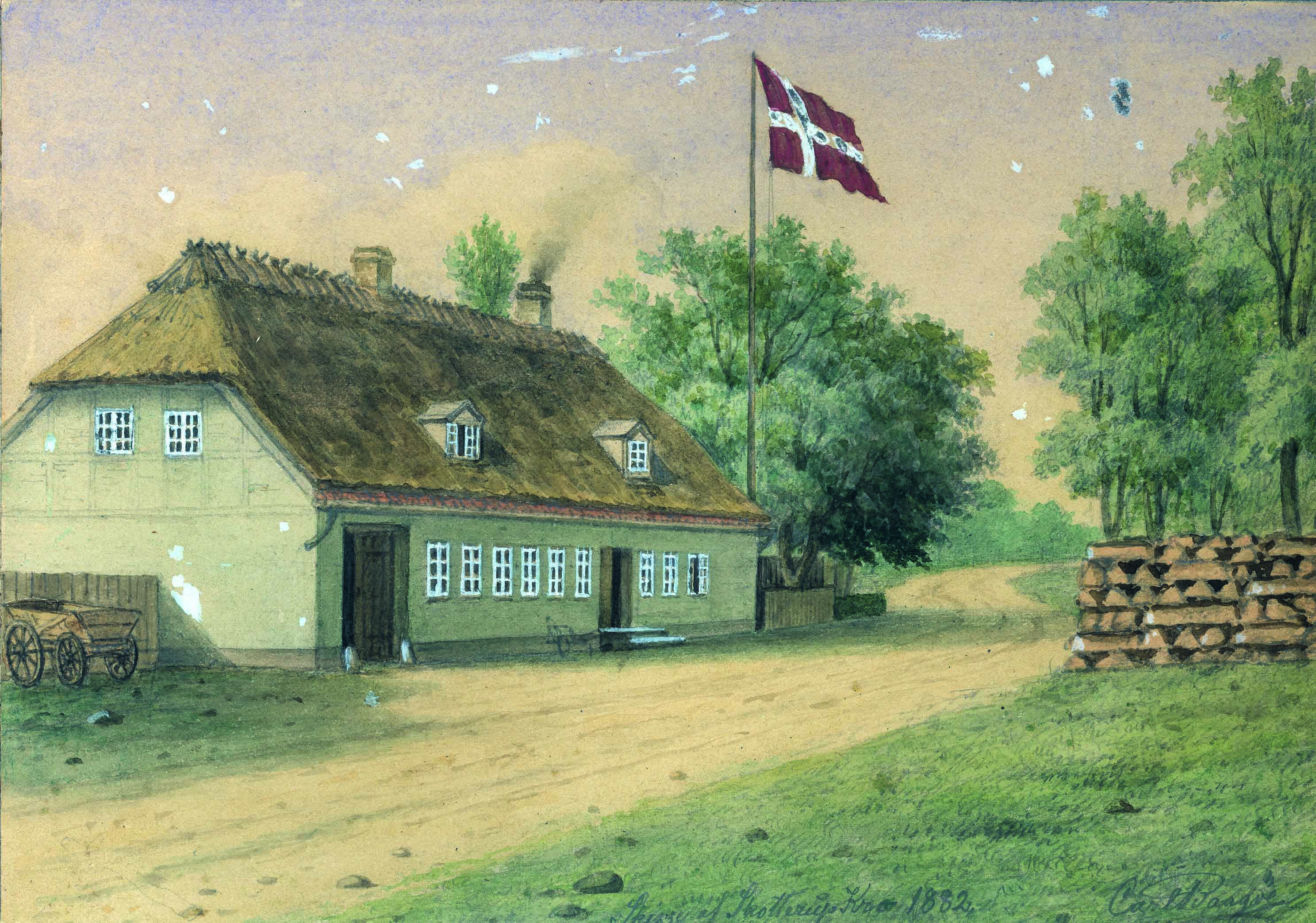
Skotterup Inn, toile de Carl Baagøe (1882).

Skotterup était à l'origine un petit village de pêcheurs, mais sa date de fondation reste incertaine. Les registres fonciers (Markbøger) de la paroisse de Tikøb mentionnent le lieu-dit sous la forme « Skotterups Hus » (Maison de Skotterup), indiquant qu'il ne comptait alors qu'une seule maison. Le suffixe -rup désigne un établissement établi par des personnes ayant quitté un autre village. On le retrouve généralement dans des toponymes beaucoup plus anciens, ce qui suggère que Skotterup pourrait avoir une histoire bien plus ancienne. Il est possible que le reste du village ait été détruit pendant les guerres suédoises. On ignore également si la première partie du nom fait référence à un Écossais – Helsingør abritait une importante colonie écossaise – ou au prénom masculin Skopte. Efterleddet -rup, betyder. Un baptême à Skotterup est mentionné pour la première fois dans les registres paroissiaux de la paroisse de Tikøb en 1701. Les registres remontent à 1683 et recensent de nombreux baptêmes pour les villages voisins dans la période 1683-1700. Lors du recensement de 1771, Skotterup comptait neuf familles. En 1787, ile compte 11 familles, soit un total de 37 membres. La plupart des habitants étaient des pêcheurs. En 1834, la population a atteint 110 habitants.
Le village ne possédait aucune ferme. La seule propriété possédant plus de terres qu'un petit potager était Dideriksminde. Elle possédait toutes les terres au sud du village, entre Egebæksvang et la côte, jusqu'à Egebækken. Dideriksminde abrita pendant des années une boulangerie, puis une épicerie, avant d'être transformée en auberge en 1835 ou 1836. Dans les années 1840, son propriétaire vendit la quasi-totalité des terres et le nouveau grand propriétaire foncier de Skotterup fut la propriété d'Øresundslyst. Ce dernier commença à louer ou à vendre des lots. Le forgeron de Rørtang construisit ou posséda plusieurs des nouvelles maisons. La plupart des nouveaux résidents étaient des artisans ou des petits fabricants. Le propriétaire d'Øresundslyst fonda l'éphémère briqueterie de Sønderups. La fabrique de céramique de Skotterup (Skotterup Lervarefabrik), fondée par le propriétaire de Jeans Minde, connut un plus grand succès. Elle a existé pendant 67 ans.
Dans la seconde moitié du XIXe siècle, certaines maisons sont transformées en maisons de campagne par des habitants de Copenhague ou d'Helsingør. Les maisons du village d'origine appartenaient encore à des pêcheurs, mais elles furent elles aussi progressivement rachetées par des étrangers.

## Personnalité
- Augusta Dohlmann (1847–1914), peintre, y est morte.